# Бранковени (Олт)
Бранковени (рум. Brâncoveni) насеље је у Румунији у округу Олт у општини Бранковени. Oпштина се налази на надморској висини од 125 m.

## Становништво
Према подацима из 2002. године у насељу је живело 3357 становника, од којих су сви румунске националности.

### Хронологија
| Година       | 1992 | 1993 | 1994 | 1995 | 1996 | 1997 | 1998 | 1999 | 2000 | 2001 | 2002 | 2003 | 2004 | 2005 | 2006 | 2007 | 2008 | 2009 | 2010 | 2011 | 2012 | 2013 | 2014 | 2015 | 2016 | 2017 |
| ------------ | ---- | ---- | ---- | ---- | ---- | ---- | ---- | ---- | ---- | ---- | ---- | ---- | ---- | ---- | ---- | ---- | ---- | ---- | ---- | ---- | ---- | ---- | ---- | ---- | ---- | ---- |
| Становништво | 3561 | 3518 | 3460 | 3468 | 3427 | 3394 | 3349 | 3314 | 3270 | 3217 | 3163 | 3141 | 3098 | 3061 | 3028 | 2976 | 2923 | 2855 | 2842 | 2809 | 2776 | 2750 | 2689 | 2649 | 2655 | 2622 |